# Guy Lacombe
Guy Lacombe (Villefranche-de-Rouergue, 1955. június 12. –) francia labdarúgócsatár, edző. A francia válogatott tagjaként aranyérmet nyert az 1984. évi nyári olimpiai játékokon.

## Pályafutása

### Játékosként
Játékos pályafutása során a francia élvonalban a Nantes, a Lens, a Toulouse és a Lille csapataiban is játszott. 1986. december 13-án mesterhármast szerzett a Lille játékosaként a Socheaux ellen. Részt vett az 1984-es olimpián.

### Edzőként
Első jelentősebb edzői feladata a Paris Saint-Germain csapatánál volt, amikor 2007 januárjában Paul Le Guen váltotta a fővárosi csapat élén. Korábban a Sochaux csapatát irányította az élvonalban, a párizsiakat követően pedig a Rennesnél vállalt munkát. Olyan későbbi francia válogatott labdarúgók bontakoztak ki az irányítása alatt, mint Benoît Pedretti és Jérémy Ménez, akik nála mutatkoztak be a francia élvonalban. 2009. június 3-án Lacombe elhagyta Rennest, hogy az Monaco vezetőedzője legyen. 2011. január 10-én menesztették miután csapata kiesett a kupából az ötödosztályú Chambéry ellen. 2012. november 7-én nyolc hónapos szerződést írt alá az arab emirségekbeli Al Wasl csapatával.